# 2774 Тенойокі
2774 Тенойокі (2774 Tenojoki) — астероїд головного поясу, відкритий 3 жовтня 1942 року.
Тіссеранів параметр щодо Юпітера — 3,166.